# Slip sheet

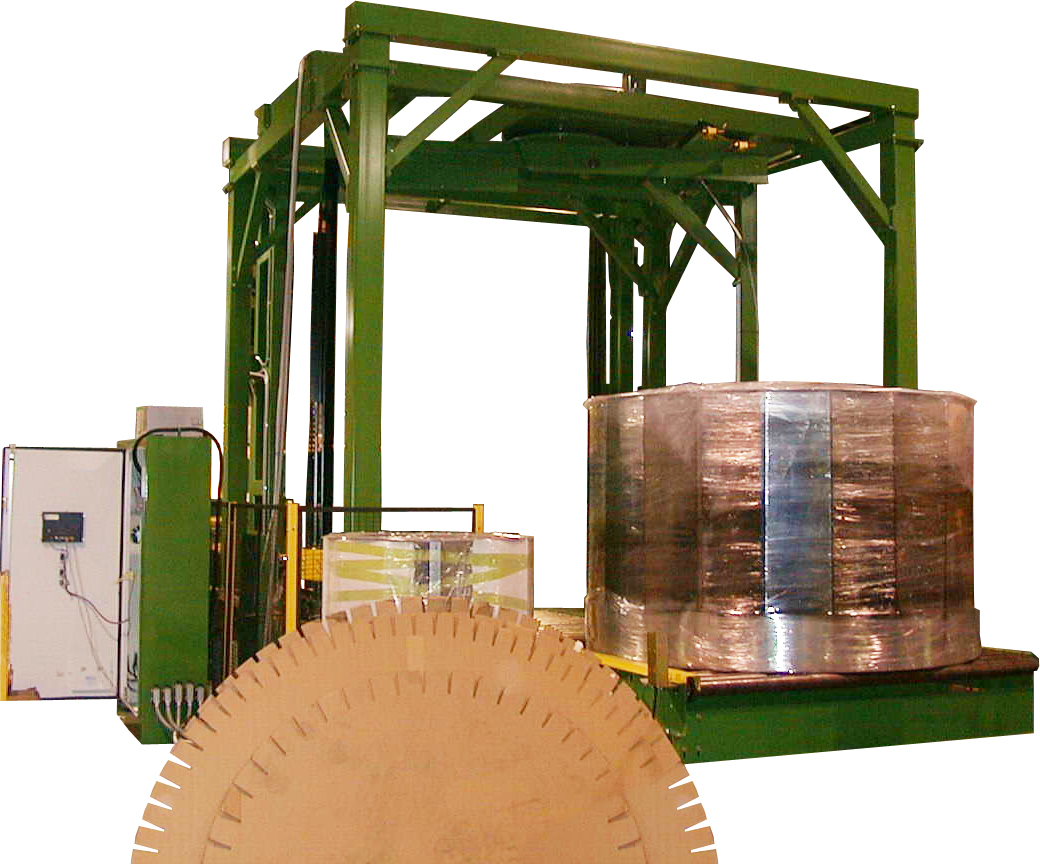
Packmaschine mit Slip sheets im Vordergrund

Ein Slip sheet ist in der Logistik eine Lage aus Kraftliner, die zwischen einer Transportpalette und dem Ladegut oder anstelle von Paletten zwischen das Ladegut platziert wird. Sie bieten gegenüber Paletten die Vorteile, weniger Platz zu brauchen, leichter und billiger zu sein. Eingesetzt werden Slip sheets vor allem im Überseeverkehr. Sie schützen – anders als Paletten – wegen ihrer geringen Höhe nicht vor Bodenwasser (bis 10 cm).